# Перельо, Марселино
Марселино Перельо Вальс (исп. Marcelino Perelló Valls; 1944, Мехико — 5 августа 2017, там же) — деятель мексиканского студенческого движения 1968 года. Представитель Школы естественных наук Национального автономного университета Мексики UNAM в Национальном забастовочном совете (Consejo Nacional de Huelga, CNH). Был членом Мексиканской коммунистической партии с 1965 года до своей смерти в 2017 году.

## Биография
Сын высланного в Мексику каталанского революционера, первого секретаря Каталонского государства. Во время учёбы в UNAM входил в руководство студенческого движения 1968 года. Будучи среди виднейших фигур молодёжного протеста, он был арестован ещё в начале разворачивания движения — 27 июля 1968 года, после того, как накануне полиция провела обыск в подпольном штабе компартии на улице Мерида в Мехико. Однако уже на следующий день был освобождён благодаря своим политическим связям.
После «бойни Тлателолько» — расстрела властями студенческой демонстрации на площади Трёх культур — и репрессий против студенческих и левых активистов на следующий год Перельо скрылся в Европе. В общей сложности провёл в политическом изгнании 16 лет — был во Франции, в Румынии и Испании. В 1975 году окончил Бухарестский университет по специальности «математика», а через два года получил степень магистра естественных наук в том же учреждении.
Преподавал в Университете Барселоны в 1977—1985 годах; в Автономном университете Синалоа в 1985—1986 годах и в Автономном университете Пуэблы в 1987—1988 годах. С 1990 года стал профессором Школы естественных наук UNAM, где когда-то был студентом-физиком.
На момент смерти Марселино Перельо был генеральным секретарем Университетского музея Чопо (Museo Universitario del Chopo). Он также выступал как обозреватель и автор, сотрудничал в газете Excélsior. Однако его еженедельная передача на радио университета была закрыта после скандала, когда ведущий пренебрежительно, в мизогинных выражениях, отозвался о жертве группового изнасилования.